# 39M Csaba
Il  39M Csaba era un'autoblindo prodotta per il Reale esercito ungherese durante la seconda guerra mondiale.

## Storia
L'espatriato ungherese Nicholas Straussler progettò diverse autoblindo per gli inglesi, mentre viveva nel Regno Unito tra le due guerre mondiali. Straussler raggiunse un accordo con la Manfréd Weiss di Csepel per produrre in patria veicoli da lui progettati. Il progetto più importante fu quello dell'autoblindo Csaba (dal nome del figlio di Attila), realizzato sulla base dell'esperienza fatta sull'autoblindo Alvis AC2.
Dopo il successo ottenuto alle prove del 1939, il Reale esercito ungherese ordinò 61 esemplari, cui seguì un ordine addizionale per 40 veicoli. Di questi, 20 furono usati come veicoli da combattimento, mentre i rimanenti servirono come blindo comando e mezzi da ricognizione.

## Tecnica
La Csaba era armata con un cannone automatico da 20 mm 36M ed una mitragliatrice MG 34/37A M installati su una torretta centrale, con corazzatura di 9 mm. Il veicolo era equipaggiato anche con una seconda mitragliatrice leggera, che sparava in ruolo antiaereo attraverso il portellone posteriore; la mitragliatrice era amovibile e poteva essere sbarcata dall'equipaggio per le ricognizioni appiedate. Il mezzo aveva due postazioni di guida, una frontale ed una addizionale posteriore.

## Variante
Dall'autoblindo venne derivata la versione 40M Csaba, una blindo comando dotata di una seconda radio R-4T con una grande antenna a reticolo. La torretta era equipaggiata con la sola mitragliatrice MG 34/37A M.